# 普林斯頓 (麻薩諸塞州)
普林斯頓（英語：Princeton）是一個位於美國麻薩諸塞州烏斯特縣的鎮。

## 人口
根據2020年美國人口普查的數據，普林斯頓的面積為92.80平方千米，當中陸地面積為91.80平方千米，而水域面積為1.00平方千米。當地共有人口3495人，而人口密度為每平方千米38人。